# Rajendra Pachauri
Dr. Rajendra Kumar Pachauri, född 20 augusti 1940 i Nainital, Indien, död 13 februari 2020 i New Delhi, var en utbildad ekonom som 2002 valdes till ordförande i Förenta nationernas klimatpanel, Intergovernmental Panel on Climate Change (IPCC), där han satt fram till 2015. 
2008 konceptualiserades Dr. Pachauris dröm "Lighting a Billion Lives" (LaBL), som gick ut på att skapa ljus åt en miljard människor i tredje världen.
I februari 2015 tvingades Dr Pachauri att lämnade ordförandeposten i samband med en utredning om trakasserier mot en tidigare kollega. Många ansåg att detta var en sammansvärjning, och senare lades utredningen ned. Redan 2010 ville man få bort Dr Pachauri från sin post då han oskyldigt anklagades för mutbrott. Det slutade med att The Daily Telegraph tvingades till en offentlig ursäkt: "We apologise to Dr Pachauri for any embarrassment caused."
Pachauri avled efter en hjärtoperation.